# Piedra Ancha, Ometepec
Piedra Ancha är en ort i Mexiko.   Den ligger i kommunen Ometepec och delstaten Guerrero, i den sydöstra delen av landet, 300 km söder om huvudstaden Mexico City. Piedra Ancha ligger 264 meter över havet och antalet invånare är 552.
Terrängen runt Piedra Ancha är kuperad åt nordväst, men åt sydost är den platt. Piedra Ancha ligger uppe på en höjd. Runt Piedra Ancha är det glesbefolkat, med 10 invånare per kvadratkilometer. Närmaste större samhälle är Ometepec, 12,4 km norr om Piedra Ancha. Omgivningarna runt Piedra Ancha är en mosaik av jordbruksmark och naturlig växtlighet.